# Златко Матеша
Златко Машеша (Загреб, 17. јун 1949) је хрватски правник, спортски радник, бивши политичар и ватерполист. Председник је Хрватског олимпијског одбора од 2002. године. Био је председник Владе Републике Хрватске од 1995. до 2000. године.

## Биографија
Рођен је и одрастао је у Загребу. Дипломирао је право на Универзитету у Загребу 1974. године. Приправнички стаж одрадио је у Општинском суду у Загребу. Правосудни испит положио је 1978. године. Исте године почиње радити на правним пословима у Индустрији нафте (ИНА) из Загреба у којој је радио до 1992. године. У то време дружио се с Никицом Валентићем и Фрањом Грегурићем. Магистрирао је из подручја друштвених наука 1990. године. Члан је Хрватске демократске заједнице од 1990. године. Био је диретор Агеније за реструктурирање и развој од 1992. до 1993. године.
Од 1993. године члан је Владе Републике Хрватске. У владу Никице Валентића изабран је 3. априла исте године за министра без порфеља. Министарство привреде преузео је 18. септембар 1995. године где је остао до краја мандата Владе.
Након трећих парламентарних избора 1995. године председник Фрањо Туђман поверио му мандат за састављање шесте хрватске Владе 7. новембра исте године. Његова Влада остала је упамћена по увођењу ПДВ-а.
На четвртим парламентарним изборима 2000. године изабран је у Хрватски сабор. За време мандата био је члан Одбора за привреду, развој и обнову и члан Делегације у Парламентарној скупштини НАТО-а. На следећим изборима није изабран у Сабор.
За председника Хрватског олимпијског одбора изабран је 2002, 2004. и 2008. године.
Женио се четири пута. Из првог брака има сина Златка. Трећа супруга Сања с којом је био у браку од 1994. до 2007. године кћерка је другог хрватског премијера Фрање Грегурића и с њом има кћерку Елу.